# Havre (Montana)
Havre é uma cidade localizada no estado americano de Montana, no Condado de Hill. Seu nome origina-se da cidade francesa de Le Havre, apesar de alguns habitantes discordarem[carece de fontes?].

## Demografia
Segundo o censo americano de 2000, a sua população era de 9621 habitantes.
Em 2006, foi estimada uma população de 9451, um decréscimo de 170 (-1.8%).

## Geografia
De acordo com o United States Census Bureau tem uma área de 9,0 km², dos quais 9,0 km² cobertos por terra e 0,0 km² cobertos por água. Havre localiza-se a aproximadamente 773 m acima do nível do mar.

## Localidades na vizinhança
O diagrama seguinte representa as localidades num raio de 12 km ao redor de Havre.